# Czarcie Wrota
Czarcie Wrota lub Piekielna Brama – skalna brama w Dolinie Będkowskiej na Wyżynie Krakowsko-Częstochowskiej, w obrębie wsi Będkowice, w województwie małopolskim, w powiecie krakowskim.
Czarcie Wrota znajdują się w lesie, przy wąskiej i stromej drodze prowadzącej z Będkowic przez dno Doliny Będkowskiej do wsi Łazy. Tworzą go dwa zbudowane z wapieni górnej jury ostańce skalne po obydwu stronach tej drogi. Skała znajdująca się poniżej drogi to typowa igła skalna, przez wspinaczy skalnych nazywana dolną skałą Czarcich Wrót. Skała powyżej drogi jest dolnym zakończeniem Grani nad Czarcimi Wrotami i przez wspinaczy skalnych nazywana jest górną skałą Czarcich Wrót. Z drogi widoczny jest w niej duży otwór Schroniska w Diablej Bramie
Drogą przez Czarcie Wrota nie prowadzi żaden szlak turystyczny, można jednak podejść nią od szlaku wiodącego dnem Doliny Będkowskiej (ok. 200 m), lub zejść w dół od szosy z Będkowic do dna Doliny Będkowskiej (przejazd samochodem tylko dla mieszkańców).

## Drogi wspinaczkowe
Skały Czarcich Wrót mają wysokość 14–24 m, ściany połogie, pionowe lub przewieszone. Na obydwu skałach uprawiana jest wspinaczka skalna. Drogi mają zamontowane stałe punkty asekuracyjne: ringi (r) i stanowiska zjazdowe (st) lub ringi zjazdowe (rz). Tylko na jednej wspinaczka tradycyjna (trad.).

Czarcie Wrota, górny wierzchołek
1. Filar Malczyka; VI.1+, trad., 18 m
2. Rysa Kurtyki; VI.2+, 8r + st, VI.2+ 18 m
3. Uwodziciel tłumów; VI.3+, 8r + st,VI.3+, 18 m
4. Rysą Konarskiego; VI.2+, 8r + st,VI.2+, 18 m
5. Czarcie legiony; VI.1, 5r + st,VI.1, 17 m[3].

Czarcie Wrota, dolny wierzchołek I
1. Droga Klasyczna; III, 12 m
2. Nocne latanie na miotle; 4r + rz, VI+, 12 m
3. Wariant do klasycznej; 2r, IV+, 12 m
4. Nie ma powrotu Johny; VI, 13 m
5. Filarek im. Błogosławionej Faustyny; VI+, 12 m[3].

Czarcie Wrota, dolny wierzchołek II
1. Porwanie Baltazara Gąbki; 6r + rz, VI.3, 13 m
2. Wyprawa Baltazara Gąbki; 4r + rz, VI.1+, 13 m[3].

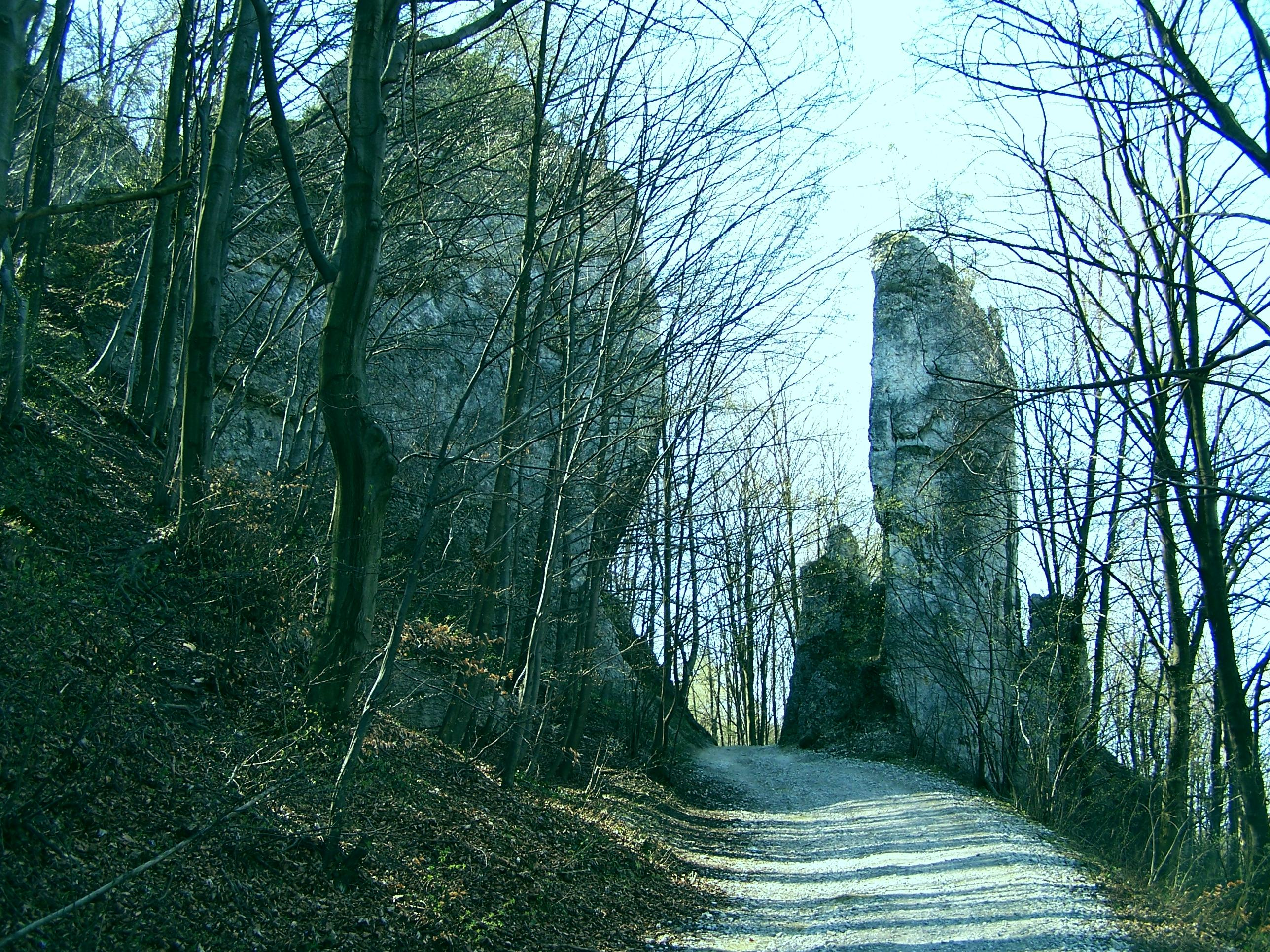
Czarcie Wrota
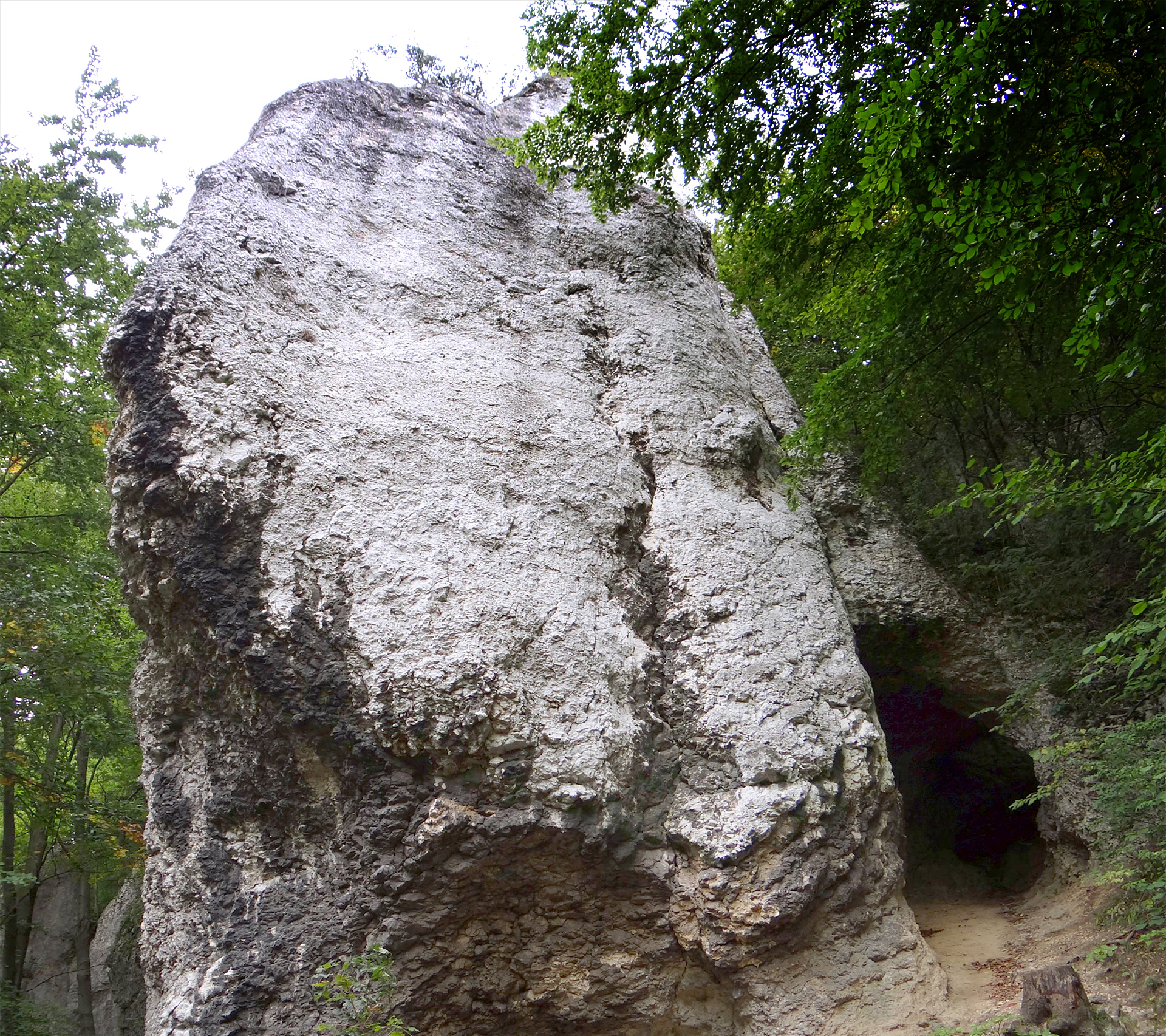
Czarcie Wrota Górne
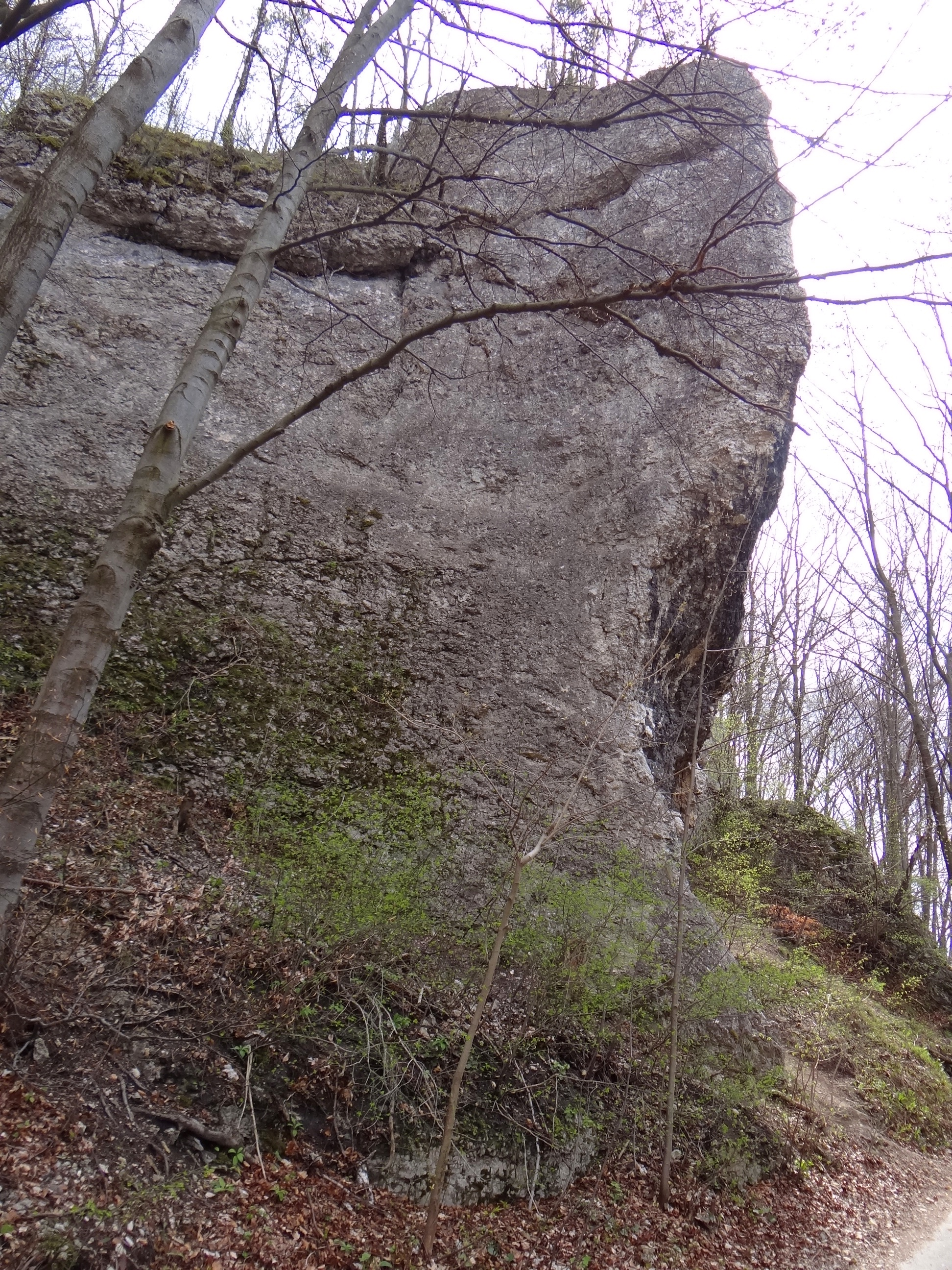
Czarcie Wrota Górne
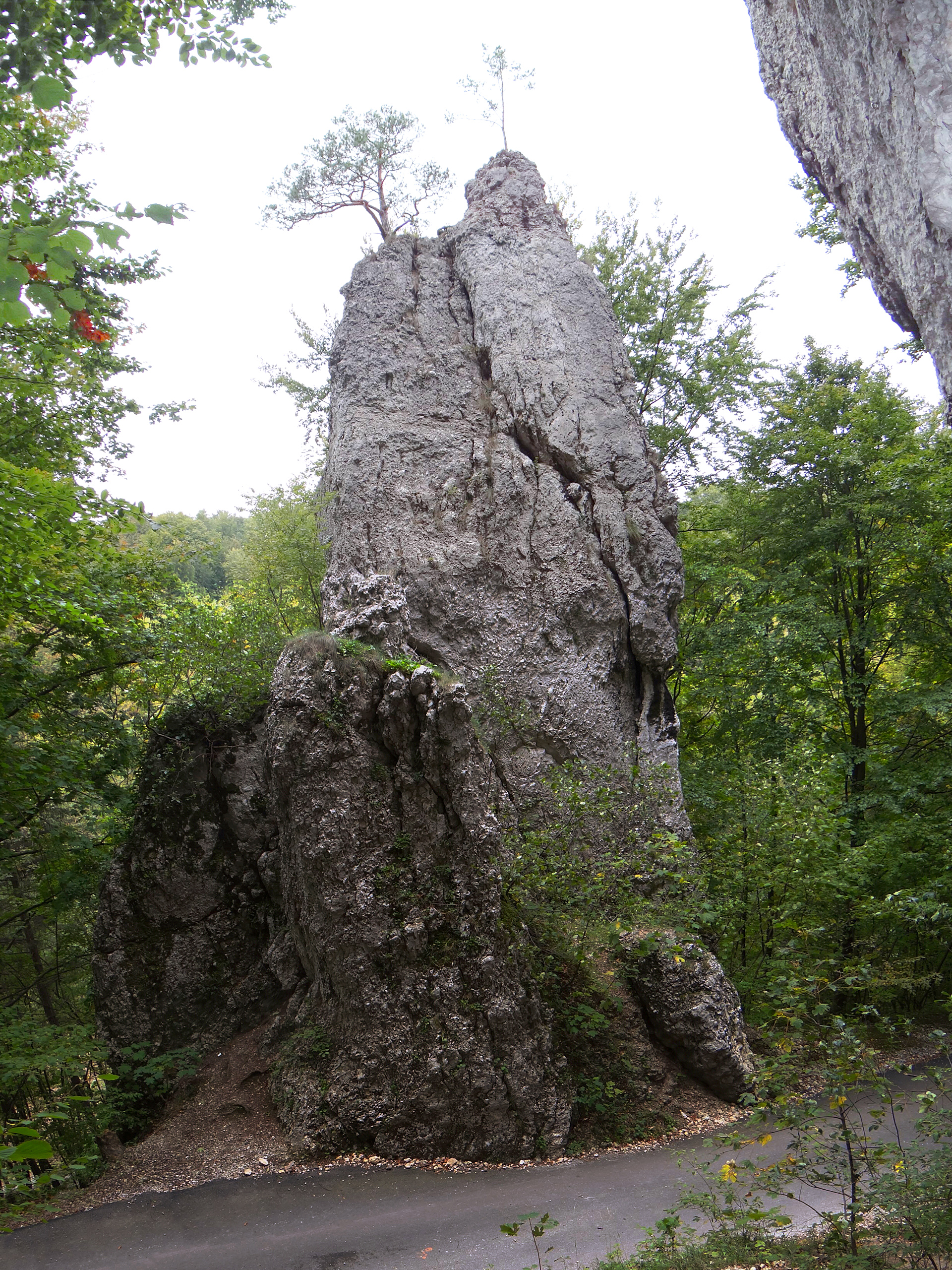
Czarcie Wrota Dolne
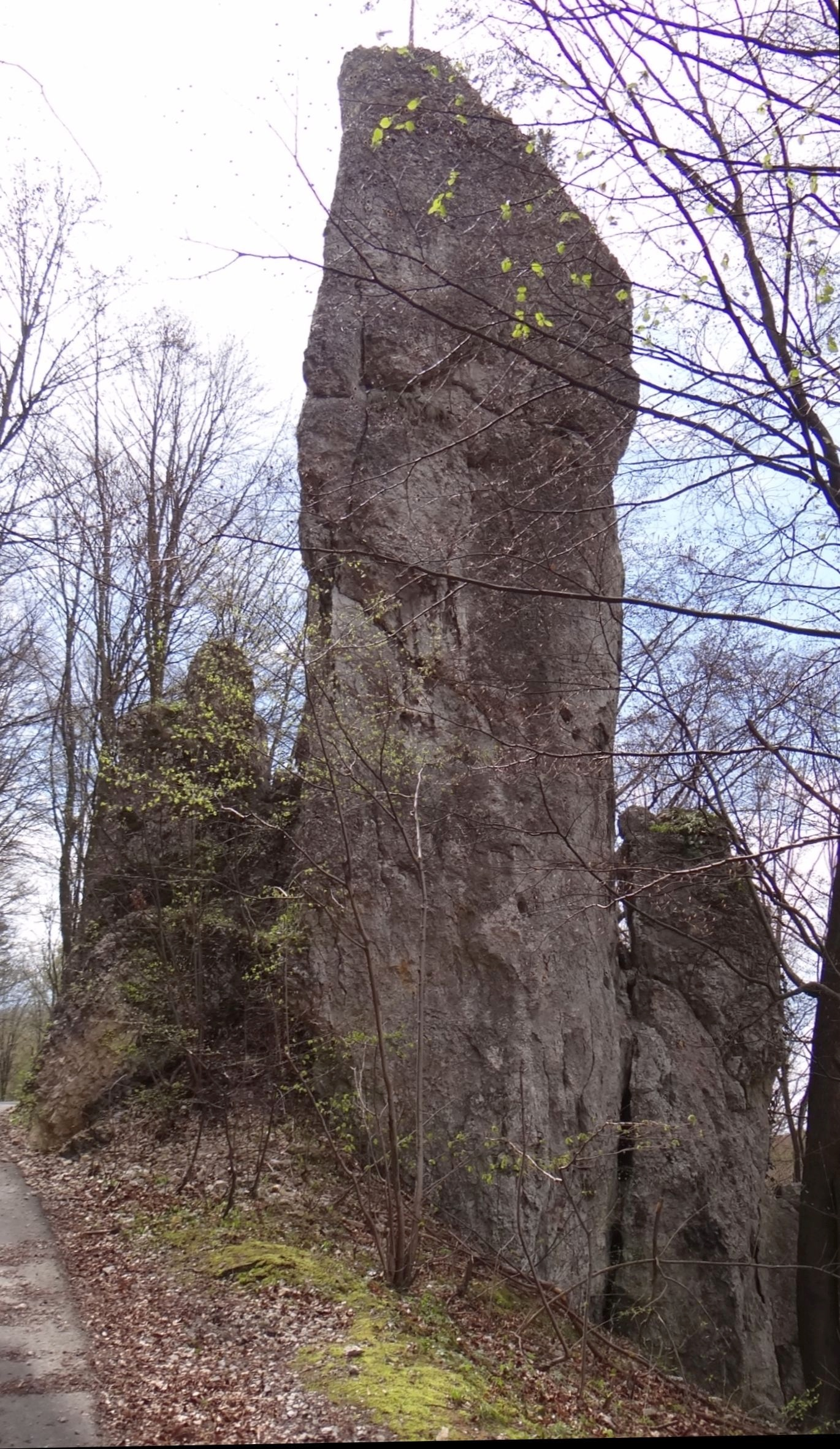
Czarcie Wrota Dolne